# Nikołaj Ołowiannikow
Nikołaj Jefimowicz Ołowiannikow (ros. Николай Ефимович Оловянников, ur. 22 grudnia 1922 we wsi Miedwienka w obwodzie kurskim, zm. 15 kwietnia 2021 w Moskwie) – radziecki lotnik wojskowy, pułkownik, Bohater Związku Radzieckiego (1944).

## Życiorys
Urodził się w rodzinie chłopskiej. Od 1930 mieszkał w Konstantynówce, gdzie skończył 8 klas szkoły i aeroklub, od 1941 służył w Armii Czerwonej, w 1943 ukończył Woroszyłowgradzką Wojskowo-Lotniczą Szkołę Pilotów i od lipca 1943 uczestniczył w wojnie z Niemcami. W 1944 został członkiem WKP(b). Jako dowódca klucz 312 pułku lotnictwa szturmowego 233 Dywizji Lotnictwa Szturmowego 4 Armii Powietrznej 2 Frontu Białoruskiego do sierpnia 1944 wykonał sto lotów bojowych, niszcząc m.in. dwa samoloty na lotniskach, 5 czołgów, 15 wagonów i wiele sprzętu wojskowego wroga. W 1950 skończył kursy doskonalenia kadry oficerskiej, a w 1956 Akademię Wojskowo-Powietrzną, w 1962 został zwolniony do rezerwy w stopniu pułkownika. Pracował w Moskiewskim Instytucie Przemysłu Naftowo-Chemicznego i Gazowego m.in. jako laborant, szef działu kadr i kierownik laboratorium oraz inżynier katedry wojskowej. Mieszkał w Moskwie.

## Odznaczenia
- Złota Gwiazda Bohatera Związku Radzieckiego (26 października 1944)
- Order Lenina
- Order Czerwonego Sztandaru (trzykrotnie)
- Order Wojny Ojczyźnianej I klasy (dwukrotnie)
- Order Czerwonej Gwiazdy (dwukrotnie)
- Medal „Za zasługi bojowe”
- Medal „Za zwycięstwo nad Niemcami w Wielkiej Wojnie Ojczyźnianej 1941–1945”
- Medal „Za zdobycie Królewca”
- Medal „Weteran Sił Zbrojnych ZSRR”
- Medal „Weteran pracy”
- Medal jubileuszowy „50-lecia zwycięstwa w Wielkiej Wojnie Ojczyźnianej 1941–1945”
- Medal 60-lecia Zwycięstwa w Wielkiej Wojnie Ojczyźnianej 1941–1945
- Krzyż Srebrny Virtuti Militari (Polska, 1946)[2]
- Medal za Odrę, Nysę, Bałtyk (Polska)